# Lageado (Porto Alegre)
Lageado é um bairro localizado no extremo-sul da cidade brasileira de Porto Alegre, no Rio Grande do Sul. Foi criado pela Lei 7155 de 1 de outubro de 1992. Está situado na encosta do Morro São Pedro (289 m).

## Características atuais[2]
Localizado a 30 km do Centro de Porto Alegre, o Lajeado ainda possui um caráter rural, pois o asfalto não chegou a muitas estradas e seu território é utilizado basicamente para agricultura. Parte do que é cultivado (mostarda e rúcula) é destinada à Central de Abastecimento do Rio Grande do Sul (CEASA). A venda de terras nesse bairro, repleto de chácaras e sítios, não é calculada por metros quadrados, mas por hectares. Pelo atual Plano Diretor, nele se situa parte da chamada Área de Produção Primária da cidade, que poderá, no futuro, se transformar em Zona Rural de Porto Alegre caso um projeto de lei do Executivo Municipal seja aprovado.
Devido ao quase inexistente núcleo urbano, os moradores do Lageado costumam recorrer ao comércio de bairros vizinhos, como o Lami e o Restinga.
Quanto às áreas de lazer, destacam-se a Sociedade Recreativa Esporte Clube Lageado e o Centro de Tradições Gaúchas Sentinela do Cerro.

## Limites atuais
Da esquina da Avenida do Lami com a Estrada Chapéu do Sol; segue por esta até a Estrada Francisca de Oliveira Vieira. Por esta última segue até a Avenida Edgar Pires de Castro; desta até o Beco Chácara do Banco, desta até a Estrada Chácara do Banco, segue por esta via até a Rua Dona Mariana até o seu final. Do ponto final da Rua Dona Mariana, por uma linha reta, seca e imaginária, vai até a Estrada das Quirinas, junto ao Arroio das Quirinas; segue pela Estrada da Taquara até a Avenida Edgar Pires de Castro; por esta avenida segue até a Avenida do Lami; e, finalmente, por esta última até a Estrada do Chapéu do Sol.

## Lei dos limites de bairros- proposta 2015-2016
No fim do ano de 2015, as propostas com as emendas foram aprovadas pela câmara de vereadores de Porto Alegre. Em relação aos limites atuais, há algumas alterações. A alteração mais importante é que uma parcela do bairro foi anexado ao novo bairro Boa Vista do Sul.